# 11th Anniversary Show
11th Anniversary Show foi um evento pay-per-view transmitido pela internet (iPPV) realizado pela Ring of Honor, que ocorreu no dia 3 de março de 2013 no Frontier Fieldhouse na cidade de Chicago Ridge, Illinois. Esta foi a décima primeira edição da cronologia do Anniversary Show.
No evento, Matt Taven acompanhado de Truth Martini derrotou Adam Cole para conquistar o ROH World Television Championship, redDRagon (dupla formada por Bobby Fish e Kyle O'Reilly) derrotaram Briscoe Brothers (Jay e Mark Briscoe) para conquistarem o ROH World Tag Team Championship e no evento principal da noite, Kevin Steen manteve o ROH World Championship derrotando Jay Lethal.

## Antes do evento
11th Anniversary Show teve lutas de wrestling profissional envolvendo diferentes lutadores com rivalidades e storylines pré-determinadas que se desenvolveram no Ring of Honor Wrestling — programa de televisão da Ring of Honor (ROH). Os lutadores interpretaram um vilão ou um mocinho seguindo uma série de eventos para gerar tensão, culminando em várias lutas.

## Resultados
| No.                           | Lutas | Estipulações                                                      | Tempo |
| ----------------------------- | --- | ----------------------------------------------------------------- | ----- |
| 1                             | ACH derrotou QT Marshall (com R.D. Evans), Adam Page, Silas Young, Mike Sydal, e Tadarius Thomas                                                                                                  | Luta Six Mayhem                                                   | 07:01 |
| 2                             | S.C.U.M. (Jimmy Jacobs e Steve Corino) derrotaram Caprice Coleman e Cedric Alexander | Luta de duplas                                                    | 08:32 |
| 3                             | BJ Whitmer derrotou Charlie Haas | Luta No Holds Barred                                              | 12:00 |
| 4                             | The American Wolves (Davey Richards e Eddie Edwards) derrotaram The Forever Hooligans (Alex Koslov e Rocky Romero)                                                                                | Luta de duplas                                                    | 15:43 |
| 5                             | Michael Elgin derrotou Roderick Strong por 2–1 - Michael Elgin derrotou Roderick Strong (01:58) - Roderick Strong derrotou Michael Elgin (11:25) - Michael Elgin derrotou Roderick Strong (15:34) | Luta de duas quedas com Truth Martini banido do entorno do ringue | 15:34 |
| 6                             | Matt Taven (com Truth Martini) derrotou Adam Cole (c) | Luta individual pelo ROH World Television Championship            | 13:34 |
| 7                             | redDRagon (Bobby Fish e Kyle O'Reilly) derrotaram Briscoe Brothers (Jay e Mark Briscoe) (c) | Luta de duplas pelo ROH World Tag Team Championship               | 15:11 |
| 8                             | Kevin Steen (c) derrotou Jay Lethal | Luta individual pelo ROH World Championship                       | 20:47 |
| (c)- Campeão(s) antes da luta | |                                                                   |       |